# Conophyma pazukii
Conophyma pazukii är en insektsart som beskrevs av Mirzayans 1991. Conophyma pazukii ingår i släktet Conophyma och familjen Dericorythidae. Inga underarter finns listade i Catalogue of Life.